# ナッフィールド・オーガニゼーション
ナッフィールド・オーガニゼーションは英国の自動車メーカー。創業者のウィリアム・モリース、初代ナッフィールド子爵にちなんだ名前で、1938年にライレーを買収しナッフィールド(モーリス)の会社であるモーリス・モーター・カンパニーとMGカー・カンパニーと3社合併させたことにはじまる。
第二次世界大戦中は、ナッフィールド(モーリス)は軍需生産活動に従事。当時の英国軍戦車に搭載されたリバティ L-12エンジンなどを生産していた。1939年にはある子会社でMk.V カヴェナンター巡航戦車を生産する機会も得たが、独自の開発を行いクルセーダー巡航戦車を開発した。またMk.VII キャバリエ巡航戦車にもリバティ・エンジンが搭載されたがリバティではその重量に耐え切れず実戦では使用されなかった。Mk.VIII セントー巡航戦車とMk.IX クロムウェル巡航戦車も製作された。
モーリスの商用車も軍用として生産されていた。モーリスC8 FATは商用車のモーリスCS8をベースに開発された砲兵トラクターである。
モーリス、ウーズレー、ライレーブランドでの自動車生産は1945年に復活している。トラクター生産も1948年にNuffield Universalとして復活。
1952年、「ナッフィールド・オーガニゼーション」はオースチンと合併しブリティッシュ・モーター・コーポレーション (BMC)となる。